# Presinge

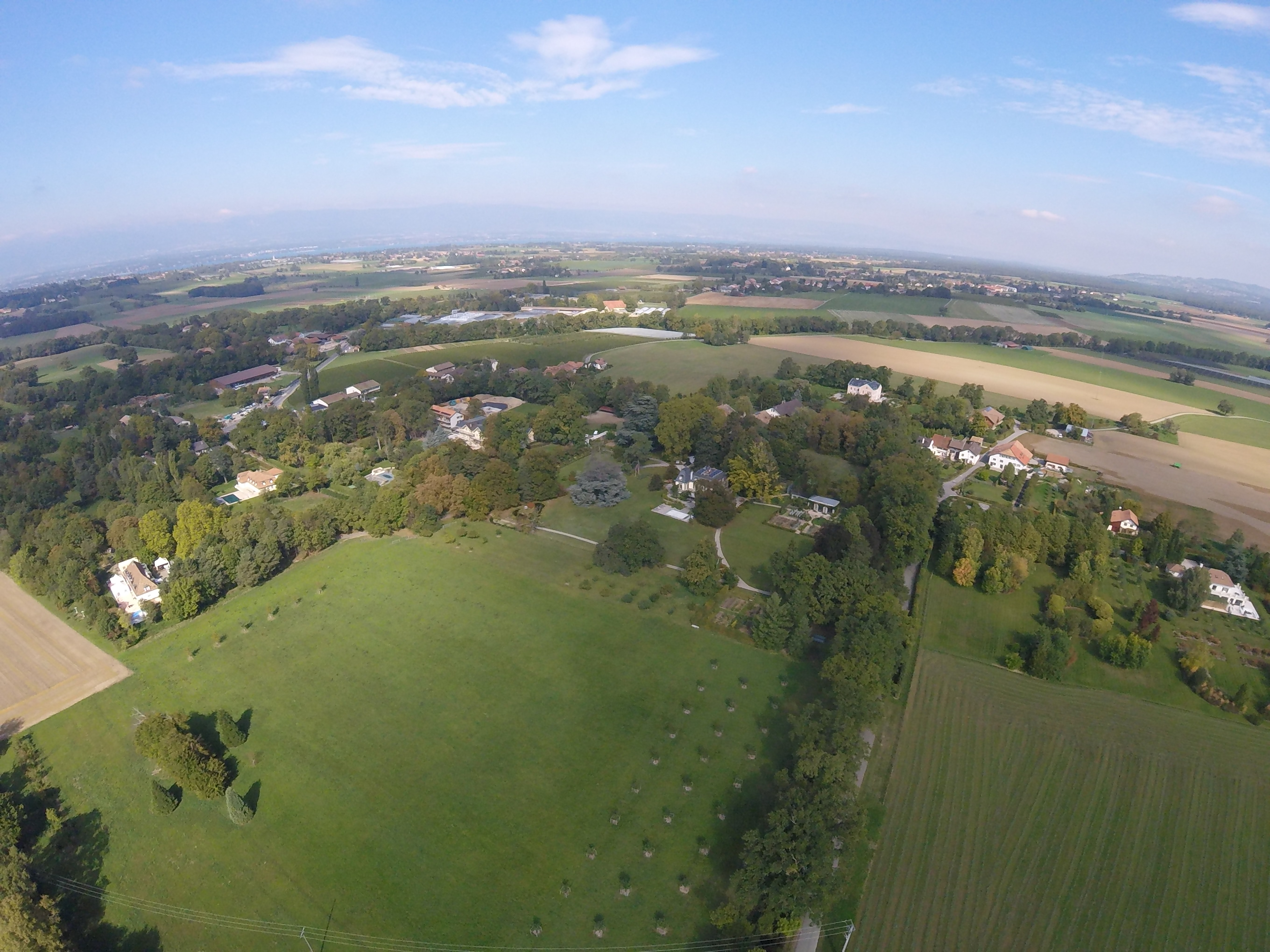
Vy över Presinge.

Presinge är en ort och kommun i kantonen Genève, Schweiz. Kommunen har 726 invånare (2023).
Kommunen gränsar mot Frankrike.